# Люк-сюр-Орбьё
Люк-сюр-Орбьё (фр. Luc-sur-Orbieu) — коммуна во Франции, находится в регионе Лангедок — Руссильон. Департамент коммуны — Од. Входит в состав кантона Лезиньян-Корбьер. Округ коммуны — Нарбонна.
Код INSEE коммуны — 11210.

## Население
Население коммуны на 2008 год составляло 962 человека.
| 1962 | 1968 | 1975 | 1982 | 1990 | 1999 | 2008 |
| ---- | ---- | ---- | ---- | ---- | ---- | ---- |
| 711  | 728  | 720  | 709  | 726  | 786  | 962  |

## Экономика
В 2007 году среди 596 человек в трудоспособном возрасте (15—64 лет) 421 были экономически активными, 175 — неактивными (показатель активности — 70,6 %, в 1999 году было 69,7 %). Из 421 активных работали 368 человек (203 мужчины и 165 женщин), безработных было 53 (22 мужчины и 31 женщина). Среди 175 неактивных 29 человек были учениками или студентами, 84 — пенсионерами, 62 были неактивными по другим причинам.